# Cithaeron praedonius
Cithaeron praedonius is een spinnensoort uit de familie Cithaeronidae. De soort komt voor in Griekenland, Libië, Maleisië en Brazilië.